# Luis Antonio Sánchez Armijos
Luis Antonio Sánchez Armijos SDB (* 27. Juli 1943 in Olmedo) ist ein ecuadorianischer Ordensgeistlicher und emeritierter römisch-katholischer Bischof von Machala.

## Leben
Luis Antonio Sánchez Armijos trat in die Ordensgemeinschaft der Salesianer Don Boscos ein und empfing am 31. Januar 1975 das Sakrament der Priesterweihe. 
Papst Johannes Paul II. ernannte ihn am 15. Juni 2002 zum Bischof von Tulcán. Der Erzbischof von Quito, Antonio Kardinal González Zumárraga, spendete ihm am 27. Juli desselben Jahres die Bischofsweihe; Mitkonsekratoren waren der Bischof von Ibarra, Antonio Arregui, und der Bischof von Ambato, Germán Trajano Pavón Puente. 
Am 22. Februar 2010 ernannte ihn Papst Benedikt XVI. zum Bischof von Machala. Die Amtseinführung erfolgte am 1. Mai desselben Jahres. 
Am 22. Oktober 2012 nahm Benedikt XVI. sein Rücktrittsgesuch an.